# Бусиа (округ, Кения)
Бусиа — округ в Кении, в составе Западной провинции. Население — 488 075 чел. (2009). Административный центр — Бусиа.

## География
Округ расположен на самом западе страны, на границе с Угандой. По противоположную сторону границы находится округ, также носящий название Бусиа, административный центр которого тоже называется Бусиа. 
Бусиа граничит с округами Какамега на востоке, Бунгома и Тесо на севере и Бусиа (в Уганде) на западе. С юга его земли омываются водами озера Виктория.

## Административное деление и население
В административном плане округ Бусиа делится на шесть районов: Будаланги, Бутула, Фуньюла, Матайос, Намбале и Тауншип (последний включает в себя собственно окружной центр).
Население района прирастает со скоростью 3,4% в год. Если в 1999 году перепись населения зафиксировала проживание здесь 370 608 человек, то десять лет спустя — 488 075. Доля городского населения — 16,4%. Города: Бусиа — 51 981 чел., Малаба — 21 477, Порт-Виктория — 6561, Намбале — 4941 и Бумала — 3504.
Бусиа делится на четыре избирательных округа: Намбале, Бутула, Фуньюла и Будаланги.